# Parco nazionale del Lago Nakuru
Il Parco nazionale del Lago Nakuru è una area naturale protetta del Kenya istituita nel 1961 che interessa il territorio che circonda il lago omonimo nella Rift Valley del Kenya centrale. Il parco preserva un habitat che è considerato uno dei siti più importanti al mondo per l'alimentazione del fenicottero minore (Phoenicopterus minor).

## Storia del parco
Il lago di Nakuru era uno dei migliori siti per osservare i fenicotteri, tuttavia era anche un sito ideale per la caccia agli uccelli migratori. Negli anni '50 la caccia e lo sfruttamento commerciale delle piume dei fenicotteri avevano  alla loro quasi totale estinzione. Gli amanti della natura, preoccupati per il destino dei fenicotteri, fecero pressioni sul governo britannico, che al tempo ancora governava la regione, per la protezione del lago. Venne quindi emessa la Royal Game Ordinance 12/51 Sezione 4 che proteggeva i fenicotteri dalla caccia. Nel 1957 il Lago Nakuru fu dichiarato area protetta e nel 1960 la riva meridionale del lago fu istituita come santuario degli uccelli per proteggere i fenicotteri minori. Nel 1961 i due terzi meridionali del lago furono designati parco nazionale. Negli anni successivi, fino al 1974, il parco fu esteso a comprendere la riva nord, fino agli attuali confini.
Nel 1990 il parco nazionale di Nakuru fu designato come sito Ramsar (sito n. 476), ovvero una zona umida di importanza internazionale, in particolare come habitat degli uccelli acquatici.

## Territorio

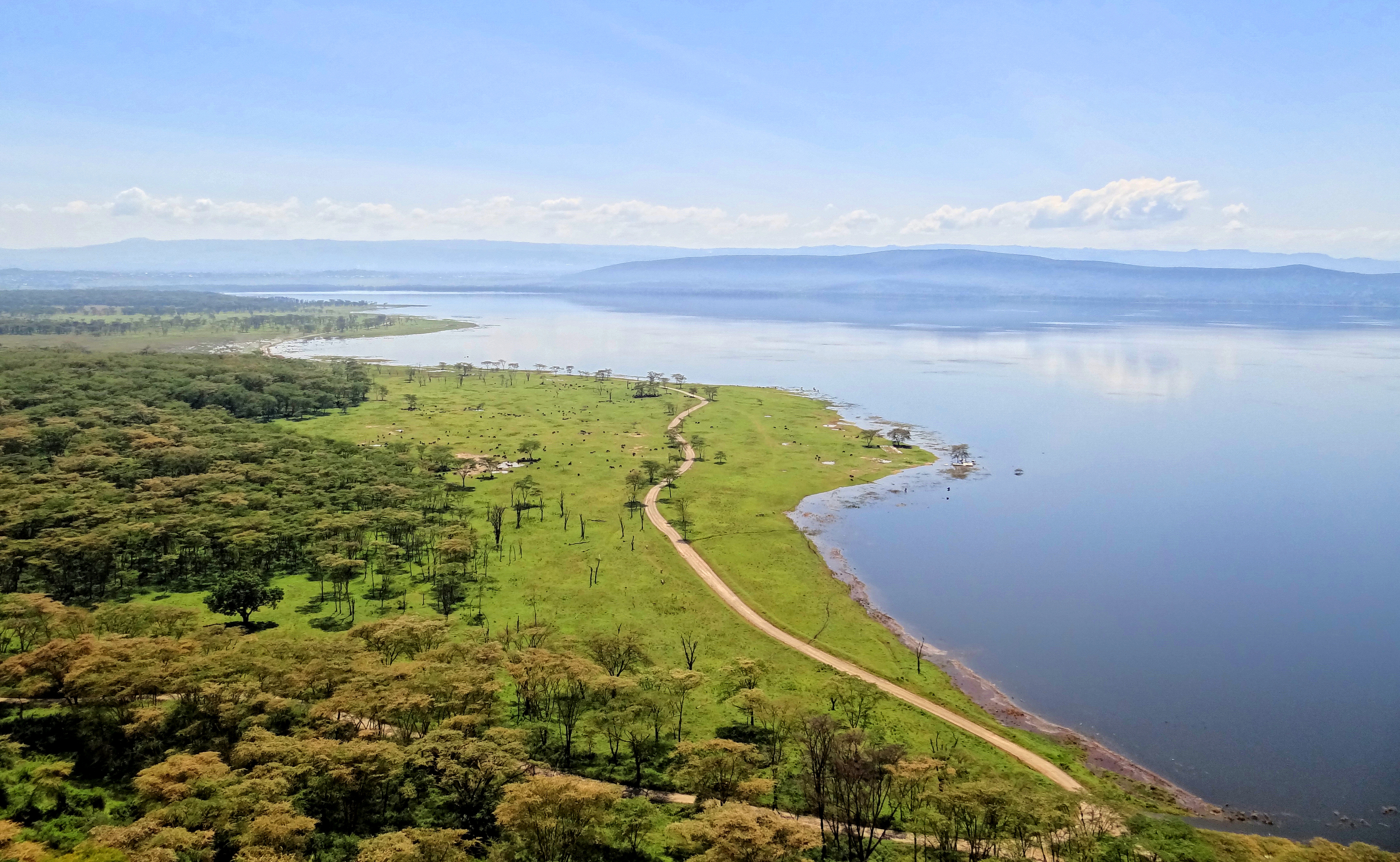
Vista del lago Nakuru dal belvedere di Baboon Cliff.

Il parco nazionale del Lago Nakuru ha una superficie di 188 km² ed occupa il lago omonimo estendendosi oltre le coste del lago per una larghezza che va dai 2 ai 4 km, anche se lungo la costa meridionale del lago si addentra per circa 9 km. Il lago Nakuru fa parte di una catena di laghi endoreici, ipereutrofici e alcalini-salini nel braccio orientale della Rift Valley in Kenya, detta anche Rift di Gregory. Il lago ha una superficie di 44 km², una profondità media di 2,5 m., una profondità massima di 4,5 m. e si trova ad una altitudine di 1.759 m. slm.
L'elevata altitudine del lago ha notevoli implicazioni sul bilancio idrico del lago e quindi sull'ecositema del parco. Infatti il lago riceve un afflusso di acqua dalle faglie perenni poste lungo la costa orientale, di cui la più importante è la Baharini Springs, e pertanto la sua idrologia dipende sostanzialmente dalla fornitura dei fiumi.  Ci sono cinque fiumi stagionali che defluiscono nel lago: Makalia, Nderit, Naishi, Njoro e Larmudiac. A questi si aggiungono e le acque reflue trattate provenienti dalla città di Nakuru che si trova lungo la costa settentrionalke del lago.
Nel 1999 il Parco di Nakuru è stato proposto per essere designato patrimonio dell'umanità protetto dall'UNESCO. La propostà è tuttora in esame. Dal 2011 il lago di Nakuru fa comunque parte, insieme ai laghi Bogoria e Elmenteita del patrimonio dell'umanita denominato Sistema lacustre del Kenya nella Great Rift Valley.
Il parco si trova all'interno dell'ecoregione della Boscaglia e macchia di Acacia-Commiphora settentrionale
Il clima del bacino del Lago Nakuru presenta notevoli variazioni climatiche a seconda dell'altitudine e della topografia. Il clima varia da freddo e umido a arido e semi-arido, caratteristiche tipiche del fondo della Rift Valley. La piovosità media annua è di 750 mm, con punte nei mesi da novembre a dicembre e da aprile a maggio. La regione e influenzata dalla Zona di convergenza intertropicale.

## Biodiversità

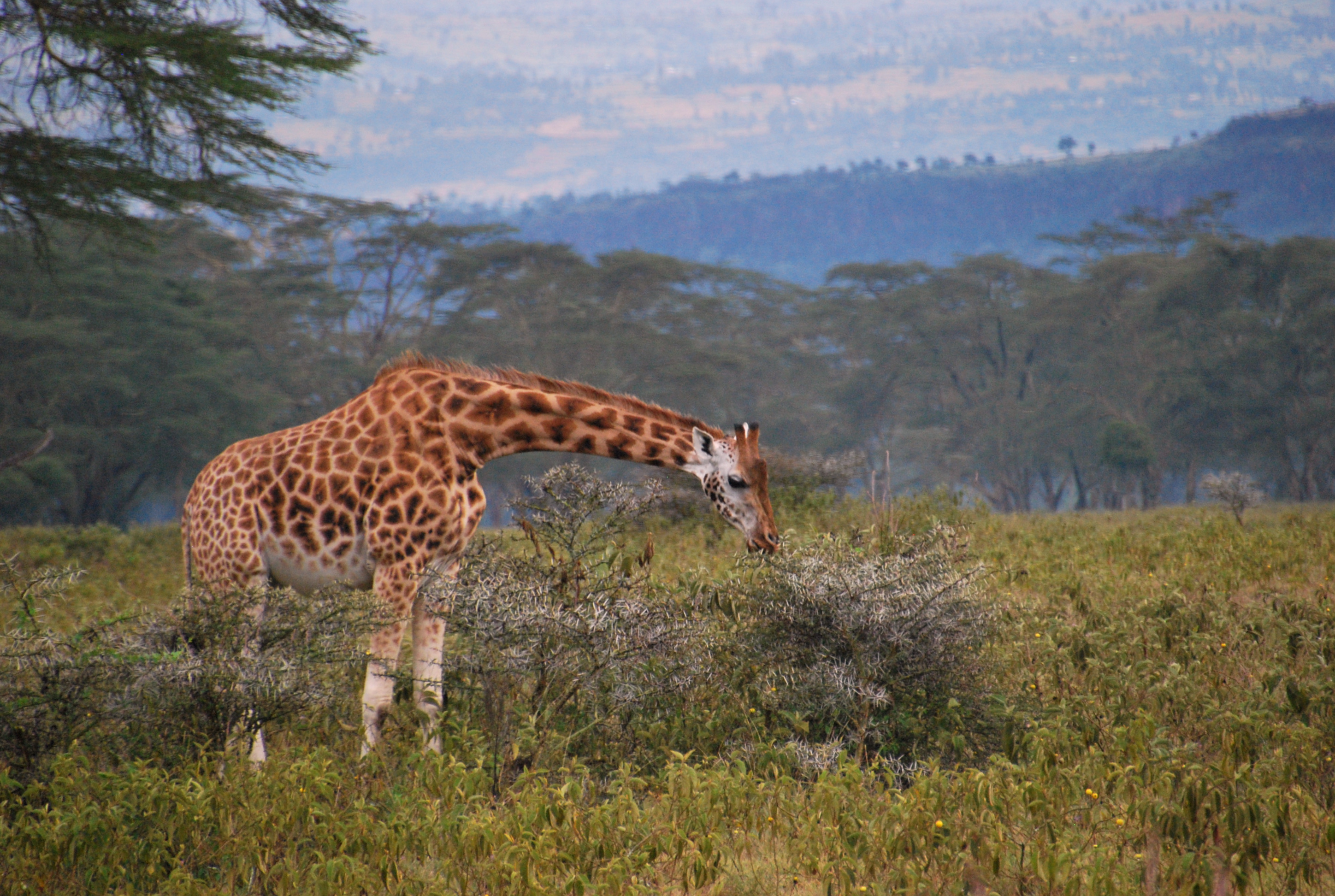
Giraffa rothschildi nel parco

Il parco ha una biodiversità molto elevata, composta da 70 specie di mammiferi, 400 specie di uccelli e oltre 200 specie di piante. Il lago Nakuru, che è il fulcro del parco, è famoso a livello internazionale per le grandi concentrazioni di fenicotteri minori (Phoeniconaias minor) che lo usano per l'alimentazione e occasionalmente per l'allevamento.
La base della catena alimentare del lago è il cianobatterio Spirulina platensis, che produce un'alga ad alto contenuto proteico, cibo preferito dei fenicotteri. Si calcola che la produzione di alghe possa sostenere una popolazione di 1,5 milioni di fenicotteri. Altri uccelli acquatici sono aumentati considerevolmente in numero e diversità dall'introduzione di pesci avvenuta nel 1961. Il lago di Nakuru è un importante terreno di alimentazione per il Pelecanus onocrotalus, che nidificano su isolotti rocciosi nel vicino lago Elmenteita e si spostano ogni giorno a Nakuru per nutrirsi. Un gran numero di trampolieri svernano a Nakuru o usano il sito di passaggio e il lago è un sito chiave nel percorso migratorio della Rift Valley orientale. Nel lago sono state registrate circa 450 specie. Le specie globalmente minacciate includono, oltre al fenicottero minore, l' Ardeola idae (visitatore non riproduttore, da maggio a ottobre), il Falco naumanni (migratore, relativamente comune in passato) e il Prionops poliolophus (probabilmente residente nei boschi di acacia, dove nidifica). Le specie a rischio regionale includono Podiceps cristatus, Oxyura maccoa, Casmerodius albus, Polemaetus bellicosus (residente scarso), Rynchops flavirostris ed Euplectes progne (visitatore stagionale).
Per quanto riguarda la fauna non aviaria è da notare che il parco è un santuario per i rinoceronti Diceros bicornis e Ceratotherium simum, quest'ultimo introdotto dal Sudafrica. Anche la Giraffa camelopardalis rothschildi è stata introdotta nel parco nel 1977. Il raro pipistrello Hipposideros megalotis è residente. Altri grandi mammiferi, alcuni recentemente reintrodotti, includono Panthera leo e piccoli numeri di Acinonyx jubatus.
Le sponde del lago sono costituite principalmente da fanghi alcalini, con aree di carice Cyperus laevigatus e paludi di Typha intorno agli afflussi e alle sorgenti del fiume, che lasciano il posto ai prati e una cintura di boschi di Acacia xanthophloea. Le colline rocciose sul perimetro orientale del parco sono ricoperte di macchia Tarchonanthus e magnifica foresta di Euforbia.